# Krzysztof Gosztyła

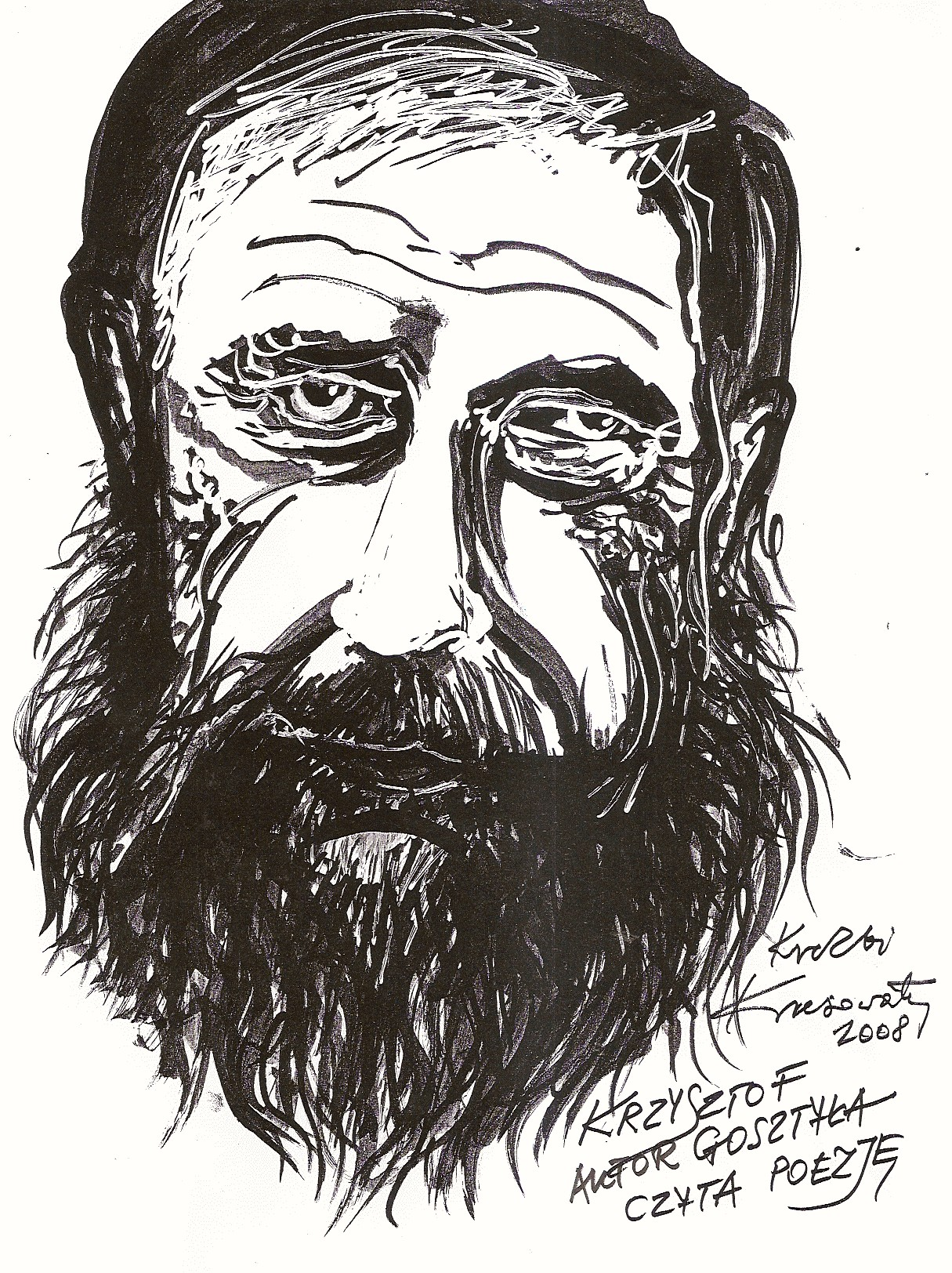
Portret Krzysztofa Gosztyły autorstwa Zbigniewa Kresowatego

Krzysztof Gosztyła (ur. 20 października 1956 w Warszawie) – polski aktor filmowy, teatralny i dubbingowy.

## Życiorys
Od dziecka występował w filmach. Pierwszy z nich to Do przerwy 0:1. W pierwszej połowie lat 70. studiował w Państwowej Wyższej Szkole Muzycznej, ale po dwóch latach zdał na Wydział Aktorski Państwowej Wyższej Szkoły Teatralnej im. Aleksandra Zelwerowicza w Warszawie. W teatrze debiutował rolą Pana w Operetce Witolda Gombrowicza w reżyserii Macieja Prusa na scenie Teatru Dramatycznego w Warszawie.
Aktor teatrów w Warszawie: Dramatycznego (1980–1984, 1993–1994), Teatru Scena Prezentacje (1982, 1984, 1986), Polskiego (1984–1987), Teatru na Woli (1993), Teatru Muzycznego „Roma” (1994), Narodowego (1997–1999), Teatru Wielkiego (1999), Ateneum (od 2000), Żydowskiego (2002) i Teatru Rampa (2003), oraz teatrów krakowskich: „Bagatela” (2003) i Teatru KTO (2005).
Jest popularnym lektorem audiobooków.

## Filmografia
- 2024: Listy do M. Pożegnania i powroty – Zegarmistrz
- 2022: Bejbis – święty Mikołaj
- 2009–2020: Blondynka – doktor Jan Fus
- 2009: Tancerze – Adam Abłamowicz
- 2009: Taras Bulba – Koźniewski
- 2004: Dziki – Tadeusz „Dziki” (odc. 1-10)
- 2003–2006: Magiczne drzewo – narrator
- 2002: Chopin. Pragnienie miłości – rzeźbiarz Jean Baptiste Auguste Clesinger
- 2000: Ogniem i mieczem – kanclerz Jerzy Ossoliński
- 1999: Ogniem i mieczem – kanclerz Jerzy Ossoliński
- 1998: Złotopolscy – Andrzej Zapotoczny
- 1997: Łóżko Wierszynina – lekarz
- 1996: Dom – ubek próbujący zwerbować Andrzeja Talara (odc. 13)
- 1995: Pułkownik Kwiatkowski – lekarz
- 1995: Honor dla niezaawansowanych – mecenas
- 1995: Archiwista
- 1994: Zespół adwokacki – powód w sprawie prowadzonej przez Agatę Szymańską
- 1994: Psychodramy małżeńskie
- 1994: Humer i inni – narrator
- 1993: Les Nouveaux Exploits D’Arsène Lupin – mężczyzna na dworcu
- 1989: Le Retour d’Arsène Lupin – kolekcjoner
- 1988: Schodami w górę, schodami w dół – doktor Łomnicki
- 1987: Tabu – Krystian
- 1987: Komediantka – Andrzej Grzesikiewicz
- 1986: Komediantka – Andrzej Grzesikiewicz
- 1986: ESD – profesor Dmuchawiec
- 1985: Jezioro Bodeńskie – MacKinley
- 1984: Powinowactwo – Krzysztof Wolski
- 1984: Kobieta w kapeluszu – N.
- 1983: Tragarz puchu – Dalek
- 1982: Przesłuchanie
- 1982: Dolina Issy – leśnik Baltazar
- 1981: Najdłuższa wojna nowoczesnej Europy – członek „Sokoła”
- 1980: Dom – kolega Basi w lokalu (odc. 4)
- 1979: Godzina „W” – strzelec „Sęp”
- 1976: Bezkresne łąki – Wiktor
- 1969: Paragon gola – kolega „Paragona”
- 1969: Do przerwy 0:1 – kolega „Paragona”

## Dubbing
- 2014: Czarownica – Król Henryk
- 2009: Gwiazda Kopernika
- 2007: Happy Wkręt – Szef Wilk
- 2005: Batman kontra Drakula – Dracula
- 2004: bionicle 2 legendy metru nui  – Turaga lhikan
- 2001: Harry Potter i Kamień Filozoficzny – Rubeus Hagrid
- 2000: Droga do El Dorado – Cortes
- 1999: Tarzan – Kerchak
- 1997: Księżniczka Sissi – Arkas
- 1996: Dzwonnik z Notre Dame – Frollo
- 1984: Cztery pory roku
- 1966: Jak Grinch ukradł święta

## Słuchowiska radiowe
- Sofokles, Król Edyp (2017)
- William Szekspir, Król Lear (2016)
- Henryk Bardijewski, Sen nocy jesiennej (2015)
- Henryk Bardijewski, Sezon atrakcji (2014)
- Fiodor Dostojewski, Czy będzie pan mnie kochał (2014)
- Roland Topor, Cztery róże dla Lucienne (2013)
- Czesław Straszewicz, Turyści z bocianich gniazd (2013)
- Janusz Korczak, Senat szaleńców. Humoreska ponura (2012)
- Ryszard Ulicki, Sztuka na trzech mężczyzn i tyleż samo starych zegarków (2012)
- Henryk Ibsen, Gdy wstaniemy z martwych (2012)
- Heinrich von Kleist, Markiza O. (2012)
- Boris Akunin, Mewa (2012)
- Wojciech Fułek, Łóżka (2012)
- Eurypides, Medea (2012)
- William Szekspir, Burza (2011)
- Janusz Głowacki, Fortynbras się upił (2011)
- William Szekspir, Hamlet (2011)
- Ireneusz Iredyński, Pan Muchol (2011)
- Zofia Posmysz, Pasażerka (2010)
- Antoni Czechow, Trzy siostry (2010)
- Alfred de Musset, Noc wenecka (2010)
- Zbigniew Wojnarowski, Pętla czasu (2010)
- Piotr Cieński, Staniesz się falą (o Jacku Kaczmarskim) (2010)
- Stanisław Grochowiak, Szachy (2009)
- Karol Hubert Rostworowski, Niespodzianka (2009)
- Elżbieta Łukomska, Sprawa Galileusza (2009)
- Jerzy Krzysztoń, Obłęd (2009)
- Jerzy Andrzejewski, Ład serca (2009)
- Janusz Głowacki, Antygona w Nowym Jorku (2009)
- Jakub Michalak, Bieda show (2009)
- Stanisław Ignacy Witkiewicz, Mątwa (2009)
- Melchior Wańkowicz, Ziele na kraterze (2009)
- William Szekspir, Zimowa opowieść (2009)
- Thomas Bernhard, Plac bohaterów (2009)
- Eugen Ruge, Resztka ciepła (2009)
- Karl Dedecius, Stalingrad (2008)
- Julien Green, Nieprzyjaciel (2008)
- Adam Bauman, Złodziej głosów (2008)
- Paula Sabolová Jelínková, Wstępując w mgłę (2008)
- Henryk Bardijewski, Bieg na nieznanym dystansie (2008)
- Jerzy Andrzejewski, Teraz na ciebie zagłada (2008)
- Jan Grzegorczyk, Cudze pole, czyli Przypadki księdza Grosera (2008)
- Uładzimier Arłou, Łaska księcia Hieronima (2007)
- Andrzej Mularczyk, Oszołom (2007)
- Vaclav Havel, Audiencja (2006)
- Władysław Stanisław Reymont, Zabiłem! (2006)
- Borys Pasternak, Doktor Żywago (2006)
- Adam Bauman, Motel w pół drogi (2006)
- Pavel Kohout, Pat, czyli królewska gra (2005)
- William Saroyan, Pewnego dnia o zmierzchu świata (2005)
- Lew Tołstoj, Wojna i pokój (2004)
- Juliusz Słowacki, Sen srebrny Salomei (2003)
- Antonio Tabucchi, Requiem (2002)
- Michaił Bułhakow, Mistrz i Małgorzata (2002)
- John Ronald Reuel Tolkien, Dwie wieże (2002)
- Ernest Hemingway, Piąta kolumna (2002)
- Cezary Harasimowicz, Dziesięć pięter (2001)
- Jarosław Iwaszkiewicz, Maskarada (2000)
- Jaroslav Hašek, Przygody dobrego wojaka Szwejka (2000)
- Samuel Beckett, Ostatnia taśma Krappa (1999)
- Edward Redliński, Krfotok (1999)
- Jarosław Abramow-Newerly, Dosiąść szatana (1998)
- Witold Gombrowicz, Trans-Atlantyk (1996)
- Molier, Mieszczanin szlachcicem (1995)
- Mario Vargas Llosa, Rozmowa w katedrze (1995)
- Andrzej Mularczyk, Solo na trąbkę (1995)
- Tadeusz Różewicz, Kartoteka (1994)
- Leopold Tyrmand, Zły (1994)
- Jarosław Iwaszkiewicz, Matka Joanna od Aniołów (1993)
- Robert Brutter, Rekontra (1993)
- Frederick Forsyth, Czysta robota (1993)
- Guy Meredith, Symfonia niespodzianek (1993)
- Ireneusz Iredyński, Ryba płynie za mordercą (1993)
- Robert Brutter, Nie opłaca się bić Maxa (1993)
- Robert Brutter, Parszywy dublet (1993)
- Antoni Czechow, Trzpiotka (1993)
- Jack London, Martin Eden (1990)
- Ireneusz Iredyński, Kreacja (1988)
- Tadeusz Dołęga-Mostowicz, Trzy serca (1988)
- Andrzej Szypulski, Wstęp do teorii chaosu
- Marian Sworzeń, Wszystko będzie dobrze
- Henryk Bardijewski, Lukrecjusz
- Ernest Bryll, Na ganeczku snu
- Agatha Christie, Czerwony sygnał
- Agatha Christie, Ostatni seans
- Agatha Christie, Ogar śmierci
- Agatha Christie, Radio
- Agatha Christie, S.O.S
- Denis Diderot, Rozmowa ojca z dziećmi
- Ronald Harwood, Kolaboracja
- Witold Malesa, Spór estetyczny
- Janusz Osica, Andrzej Sowa, Marszałek Śmigły – Adam Zawisza
- Marek Hłasko, Pijany o 12 w południe
- Kazimierz Orłoś, Pudełko
- Janusz Głowacki, Paradis
- Antoni Czechow, Niedźwiedź
- Gilbert Keith Chesterton, Lustro pana sędziego
- Antonio Tabucchi, ...twierdzi Pereira
- Henryk Ibsen, Rosmersholm
- Dario Fo, Trzy zbiry
- Friedrich Dürrenmatt, Jesienny wieczór
- Patrick Süskind, Kontrabasista

## Audiobooki
- 2023: Zbroja światła (Ken Follett)
- 2022: Królestwo (Jo Nesbo)
- 2021: Afekt (Remigiusz Mróz)
- 2020: Precedens (Remigiusz Mróz)
- 2020: Ekstradycja (Remigiusz Mróz)
- 2019: Invictus (Marcin Ciszewski)[3]
- 2019: Pan Tadeusz (Adam Mickiewicz)[4]
- 2019: Wyrok (Remigiusz Mróz)
- 2018: Testament (Remigiusz Mróz)
- 2018: Oskarżenie (Remigiusz Mróz)
- 2018: Inwigilacja (Remigiusz Mróz)
- 2018: Immunitet (Remigiusz Mróz)
- 2018: Rewizja (Remigiusz Mróz)
- 2018: Zaginięcie (Remigiusz Mróz)
- 2018: Kasacja (Remigiusz Mróz)
- 2018: Pokraj (Andrzej Saramonowicz)
- 2016: Lśnienie (Narrator)
- 2015: Metro 2035 (Dmitrij Głuchowski)
- 2013: Lux perpetua (Andrzej Sapkowski)
- 2013: Imię róży Umberto Eco
- 2013: Metro 2033 (Dmitrij Głuchowski)[5]
- 2012: Boży bojownicy (Andrzej Sapkowski)
- 2012: Niewierni (Vincent V. Severski)[6]
- 2012: Diuna (Frank Herbert)
- 2012: Nielegalni (Vincent V. Severski)[7]
- 2010: Millennium: Zamek z piasku, który runął (Stieg Larsson)
- 2010: Millennium: Dziewczyna, która igrała z ogniem (Stieg Larsson)
- 2010: Millennium: Mężczyźni, którzy nienawidzą kobiet (Stieg Larsson)
- 2010: Imię róży Umberto Eco
- 2011: Azazel Boris Akunin
- 2011: Gambit turecki Boris Akunin
- 2011: Inne pieśni (Jacek Dukaj)
- 2009: Narrenturm (Andrzej Sapkowski)
- 2007: Victoria (Cezary Harasimowicz)

## Odznaczenia
- Złoty Krzyż Zasługi – 2005[8]
- Srebrny Medal „Zasłużony Kulturze Gloria Artis” – 2014[9]

## Nagrody i wyróżnienia
- Wielki Splendor (1998)[10]
- Złoty Mikrofon (2006)